# Spathiphyllum humboldtii
Spathiphyllum humboldtii Schott – gatunek wieloletnich, wiecznie zielonych roślin zielnych z rodzaju skrzydłokwiat, z rodziny obrazkowatych, występujący w północnej i środkowej Ameryce Południowej, zasiedlający równikowe lasy deszczowe.